# حبیب خبیری

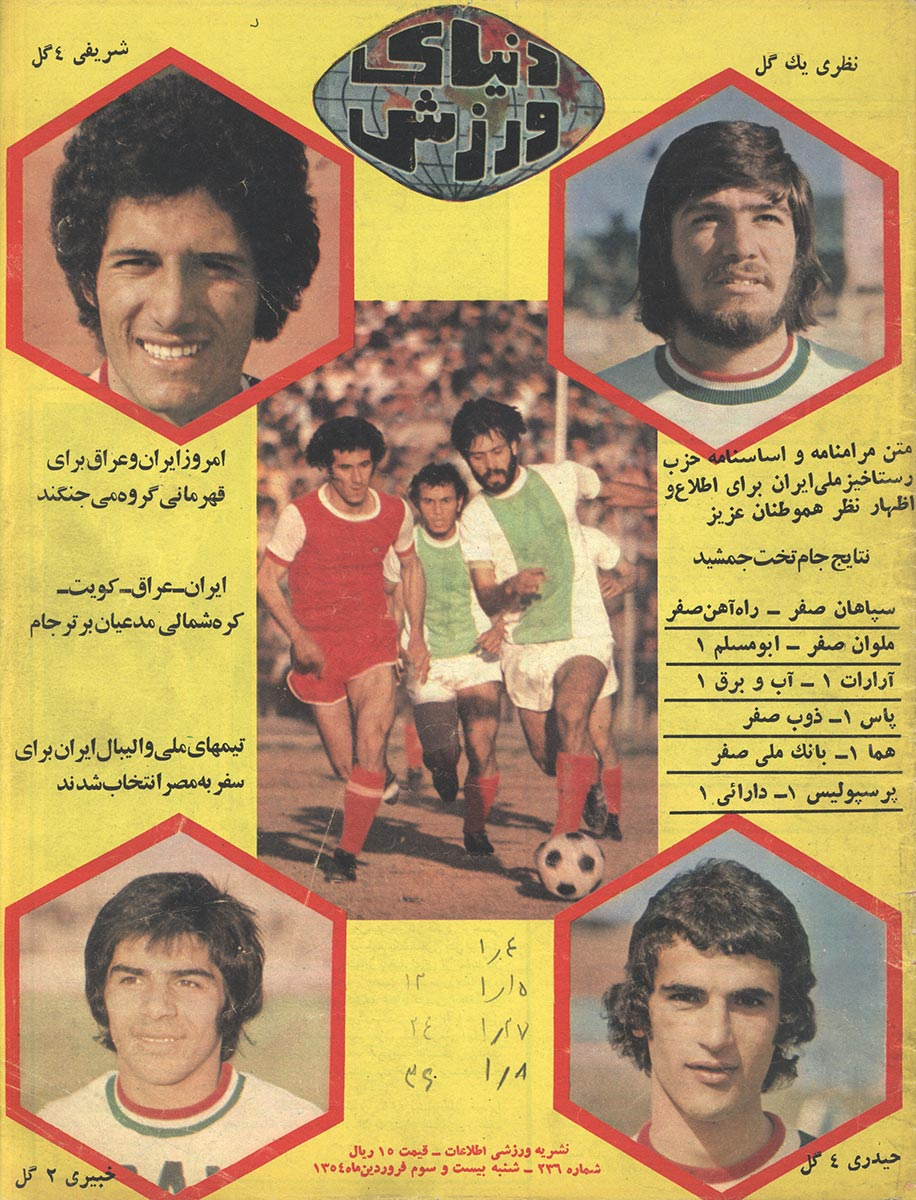
جلد مجله دنیای ورزش در سال ۱۳۵۴. خبیری در پایین سمت چپ تصویر.

حبیب خبیری بازیکن سابق فوتبال اهل ایران مدافع سابق تیم ملی فوتبال ایران بود. وی سابقه بازی در باشگاه فوتبال هما را داشت. او سابقه ۱۸ بازی و ۲ گل ملی نیز در کارنامه داشت.
خبیری در سال ۱۳۶۰ دستگیر و پس از مدت کوتاهی آزاد شد و در سال ۱۳۶۲ به اتهام عضویت در سازمان مجاهدین خلق ایران دستگیر و یک سال بعد اعدام شد.
در ۱۳ نوامبر ۱۹۸۵ گزارشی از سازمان ملل در مورد وضعیت حقوق بشر در ایران منتشر شد که حاوی لیستی از ۲۸۲ نفر بود، نام حبیب خبیری در میان این لیست با عنوان «اشخاصی که گفته می‌شود خودسرانه یا بدون محاکمه در جمهوری اسلامی اعدام شده‌اند: ۱۹۸۴–۱۹۸۵» بود.

## زندگی سیاسی
حبیب خبیری از سال ۱۳۵۵ با سازمان مجاهدین آشنا شد. پس از انقلاب ۱۳۵۷ در ارتباط مستقیم با سازمان قرار گرفت. او را به دلیل عضویت در سازمان مجاهدین خلق، در سال ۱۳۵۹ از تیم ملی فوتبال ایران حذف نمودند. پس از ۳۰ خرداد ۱۳۶۰ به زندگی مخفی، روی آورد. تا قبل از دستگیری، رابطه فعالی با سازمان مجاهدین داشت. در سال ۱۳۶۱ دستگیر شد و به‌شدت، تحت آزار و شکنجه قرار گرفت. پس از تحمل حدود یک سال شکنجه، در ۳۱ خرداد ۱۳۶۳ به همراه ۴۰ تن مجاهد دیگر، به جوخه تیرباران سپرده شد.